# Alberto Iñurrategi
Alberto Iñurrategi Iriarte (Arechavaleta, 3 de noviembre de 1968) es un escalador y montañero español. Ha sido el décimo alpinista que ha logrado coronar los catorce ochomiles. Junto a su hermano Félix alcanzó doce de los catorce ochomiles, aunque este falleció en el descenso de la duodécima cumbre, el Gasherbrum II, en el año 2000.
Se ha caracterizado, junto con su hermano, por sus ascensiones de estilo alpino, más complicado, y que se caracteriza por no usar oxígeno, menos cuerdas fijas, sin o casi sin sherpas y pocos campos de altura; lo que les deja entre una élite inferior a ocho personas en el mundo. Ha abierto nuevas vías de ascensión, como en el K2 y realizado las rutas más técnicas en muchos ochomiles, como la arista este del Annapurna; y otras cimas de gran dificultad en los Himalayas como el Gasherbrum III. Además es el único alpinista en el mundo en haber ascendido el Gasherbrum I, Gasherbrum II, Gasherbrum III y Gasherbrum IV.
Ha elaborado en colaboración con otros alpinistas y documentalistas algunos documentales de montaña, como Annapurna: sueño y vacío, Gure Himalaya (Nuestro Himalaya) y Hire Himalaya (Tu Himalaya); este último en memoria de su hermano y que fue premiado en diversos festivales. También ha sido un colaborador frecuente de Al filo de lo imposible.

## Últimas expediciones y proyectos de Alberto Iñurrategi

### Expediciones junto con su hermano Félix
- 1989 - escala El Capitán (2307m) en Yosemite, Estados Unidos.
- 1990 - en su primera expedición al Himalaya de Nepal, escala el Pumori (7161m) por la vía normal
- 1991 - escala el Makalu (8463m) por la variante Kukuczka. En esta expedición los hermanos son acompañados por Felipe Uriarte. Los hermanos sufren congelaciones.
- 1992 - escala el Everest (8845m) sin oxígeno y en estilo alpino. En ese momento alberto se convierte en el montañero más joven en ascender el Everest sin oxígeno.
- 1993 - primera expedición al Karakorum de Pakistán. Los hermanos intentan escalar el K2 (8611m), pero se retiran en la arista norte a 8100m de altura.
- 1994 - segundo intento de ascenso al K2 (8611m). En esta ocasión los hermanos, junto con Kike de Pablo, Juanito Oiarzabal y Juan Tomás logran la primera absoluta hasta la cima por la vía Cesen. Los 5 montañeros son nominados por este hecho al Piolet de Oro.
- 1995 - los hermanos Iñurrategui vuelven al Himalaya propiamente dicho. Esa temporada logran ascender otros dos ochomiles más, el Cho Oyu (8201m) (considerado el más accesible de los ochomiles) y el Lhotse (8516m). Ambas ascensiones se realizan por la ruta normal. Los Iñurras se convierten en los primeros escaladores españoles en ascender al Lhotse.
- 1996 - en la frontera indo-nepalí escalan el Kangchenjunga (8586m). La ascensión es por la ruta británica de la cara norte y son acompañados en ella por Juanito Oiarzabal. Meses después atacan el Shisha Pangma  (8027m). Durante la aclimatación una serie de avalanchas caen sobre el campamento de la expedición atrapando a Alberto, Juanito Oiarzabal y Juan Vallejo entre otros. En esas avalanchas pierde la vida José Luis Zuloaga. Tras este incidente los dos hermanos, junto con Josu Bereziartua hacen cumbre en estilo alpino por la Británica.
- 1997 - los Iñurrategi coronan su 8.º ochomil al escalar el Broad Peak (8051m) en el Karakorum. Realizan esta ascensión en 5 horas por la ruta normal tras haber desistido de su plan previo de abrir una nueva ruta en la arista sur, a 7200m. Ese mismo año escalan el Monte Cook (3754m) en Nueva Zelanda grabando un episodio para el programa Al filo de lo imposible de TVE.
- 1998 - Realizan un intento de ascensión invernal al Manaslu (8156m) acompañados de Josu Bereziartua, quedándose a 7400m. Luego logran ascender el Dhaulagiri (8167m) siguiendo la vía normal y se han de retirar del Gyala Bari (7200m) en Tíbet a 5400m de altitud.
- 1999 - en junio escalan la Torre Sin Nombre (6239) en Baltoro Muztagh (Pakistán) por la vía eslovena, junto con Jon Lazkano. Al mes siguiente hacen cumbre en el Nanga Parbat (8125m) junto con José Carlos Tamayo siguiendo la ruta normal (ruta Kinshofer).
- 2000 - en primavera hacen cumbre en el Manaslu (8156m), tres meses más tarde ascienden el Gasherbrum II (8034m).  En el descenso de este último monte el fallo en el anclaje de una cuerda precipita al vacío a Félix Iñurrategi, que pierde la vida.

### Expediciones posteriores
- Expedición al Ogro: intento en 2005 de ascensión fallida a El Ogre (7285m) en Pakistán.[7]

- Expedición BBK 2006: se compuso de dos etapas. En la primera, junto con Jon Beloki y Eneka Guenetxea intentó la ascensión del Monte Shivling (6543m) en la India, conocido como el Cervino del Himalaya, por su dificultad y similitud con esta montaña suiza. El trío coronó esta montaña el 11 de mayo de 2006.[8] Con posterioridad Iñurrategi se trasladó al macizo del Everest en Nepal para acometer la ascensión de este monte por la ruta denominada Supercoulouir, que utiliza el Corredor Hornbein. En este caso fue finalmente acompañado por Juan Vallejo y Ferrán Latorre. El trío tuvo que desistir a 500 metros de la cumbre a principios de octubre.[9]

- Expedición Al Filo de Lo Imposible al Gasherbrum IV: junto con José Carlos Tamayo, Ferrán Latorre, Juan Vallejo y Mikel Zabalza escala a comienzos de agosto de 2008 el Gasherbrum IV (7925m) en estilo alpino y siguiendo la arista noroeste. Esta expedición se realiza con motivo del 50.º aniversario de la primera ascensión por parte de Walter Bonatti y Carlo Mauri y tiene como objetivo filmar un documental para el programa Al filo de lo imposible de TVE.[10] Los cinco alpinistas lograron la tercera ascensión de la historia por la arista noroeste, aunque no alcanzaron la cumbre principal, sino una cumbre menor en la arista norte.[11] A partir de esta expedición se realizó el documental Gasherbrum IV: Piedra de Luz[12]

- Naturgas Makalu Oeste 2009: junto con Juan Vallejo y Mikel Zabalza. Intento de escalada del Makalu (8463m) en estilo alpino por su ruta más complicada, el Pilar Oeste. Los alpinistas escalaron en su etapa de aclimatación el Baruntse (7152m) y el collado Makalu-La (7400m), pero tuvieron que desistir en sus dos intentos de atacar la cima, el 6 y el 15 de mayo.[13]

- Naturgas Hornbein 2009: junto con los alpinistas Juan Vallejo y Mikel Zabalza. Intento de escalada del Everest en estilo alpino por la cara norte siguiendo el denominado corredor Hornbein. Iñurrategi y Vallejo ya habían intentado esa misma ruta 3 años antes. Entre agosto y octubre de 2009. Finalmente tuvieron que renunciar al ascenso por las malas condiciones climáticas.[14]

- Naturgas Broad Peak 2010: junto con los alpinistas Juan Vallejo y Mikel Zabalza. Los tres alpinistas hollaron tres cumbres del macizo del Broad Peak abriendo una nueva vía de ascensión. Se convirtieron en la tercera expedición de la historia en encadenar las tres cumbre del Broad Peak, la Cima Norte (7550m), la Cima Central (8013m) y la Cima Principal (8047)m[15]

- Expedición Naturgas/BBK Transantartika 2011: junto con los alpinistas Juan Vallejo y Mikel Zabalza. Este proyecto consiste en dos expediciones, la primera se realizó durante el verano boreal de 2011 y consistió en atravesar Groenlandia en una travesía de sur a norte de 2200km en línea recta por el hielo ayudados de esquíes y cometas. Esta expedición fue coronada con éxito y en un plazo de 32 días, 8 menos de los previstos.[16] La segunda parte del proyecto conlleva una travesía de 3700km con la intención de atravesar la Antártida de costa a costa pasando por el Polo Sur.[17] Estas expediciones polares coincidieron con el centenario de la Expedición Amundsen.